# Stazione di Nishinomiya-Kitaguchi
La stazione di Nishinomiya-Kitaguchi (西宮北口駅?, Nishinomiya-Kitaguchi-eki) è una stazione delle Ferrovie Hankyū situata nella città di Nishinomiya, nella prefettura di Hyōgo, e serve le linee Kōbe e Imazu delle Ferrovie Hankyū.

## Linee
Ferrovie Hankyū
■ Linea Kōbe
■ Linea Hankyū Imazu

## Struttura
La stazione è dotata di 4 binari principali con due marciapiedi laterali e due a isola per la linea principale Kobe, un binario singolo, perpendicolare a essi, per la linea Imazu verso Imazu e uno a isola centrale per la direzione Takarazuka.
| 1-2 | ■ Linea Kobe (Direzione Kobe)        | per Sannomiya, Shinkaichi e Ferrovie Sanyō |
| 3-4 | ■ Linea Kobe (Direzione Osaka)       | per Jūsō e Umeda                           |
| 5   | ■ Linea Imazu (Direzione Imazu)      | per Hanshin-Kokudō e Imazu                 |
| 6-7 | ■ Linea Imazu (Direzione Takarazuka) | per Nigawa, Sakasegawa e Takarazuka        |

## Stazioni adiacenti
| «                                   | Servizio                                     | »                 |
| Linea Hankyū Kobe                   | Linea Hankyū Kobe                            | Linea Hankyū Kobe |
| ----------------------------------- | -------------------------------------------- | ----------------- |
| Mukonosō                            | Locale Espresso pendolari                    | Shukugawa         |
| Tsukaguchi                          | Espresso Rapido espresso Esp. Lim. pendolari | Shukugawa         |
| Jūsō                                | Espresso Rapido espresso Esp. Lim. pendolari | Shukugawa         |
| Linea Hankyū Imazu (per Imazu)      |                                              |                   |
| Capolinea                           | Locale                                       | Hanshin-Kokudō    |
| Linea Hankyū Imazu (per Takarazuka) |                                              |                   |
| Mondo-Yakujin                       | Locale                                       | Capolinea         |